# بوب بيكهام
بوب بيكهام (بالإنجليزية: Bob Beckham)‏ هو مغني وكاتب أغاني أمريكي، ولد في 8 يوليو 1927 في أوكلاهوما في الولايات المتحدة، وتوفي في 11 نوفمبر 2013 في هرميتاج ‏ في الولايات المتحدة.

## وصلات خارجية
- بوب بيكهام على موقع ميوزك برينز (الإنجليزية)
- بوب بيكهام على موقع ديسكوغز (الإنجليزية)